# Strymoniske Bugt
Den Strymoniske Bugt (græsk: Στρυμονικός Κόλπος), også kendt som Orfano-bugten (græsk: Κόλπος Ορφανού), er en gren af Det Thrakiske Hav selv en del af Det Ægæiske Hav - der ligger øst for Chalcidice-halvøen og syd for den regionale enhed Serres. Det var tidligere kendt som Rendina-bugten, med henvisning til den gamle koloni Eion langs bugten.
Floden Struma løber ud i bugten.
De største byer ved Strymoniske Bugt, med deres respektive administrative betegnelser, er:
- Asprovalta, Stavros, Nea Vrasna (den regionale enhed Thessaloniki i Centralmakedonien);
- Orfani (Kavala regional enhed, Østmakedonien og Thrakien);
- Olympiada, Stratoni (Chalkidiki regional enhed, Centralmakedonien);
- Nea Kerdylia, Amphipolis (Serres regionale enhed, Centralmakedonien).

Tre bjerge danner bugtens naturlige grænse: Pangaio mod nordøst, Kerdylio mod nord og Stratoni mod syd.